# キュルセ＝シュル＝ディーヴ
キュルセ＝シュル＝ディーヴ （Curçay-sur-Dive）は、フランス、ヌーヴェル＝アキテーヌ地域圏、ヴィエンヌ県のコミューン。

## 地理

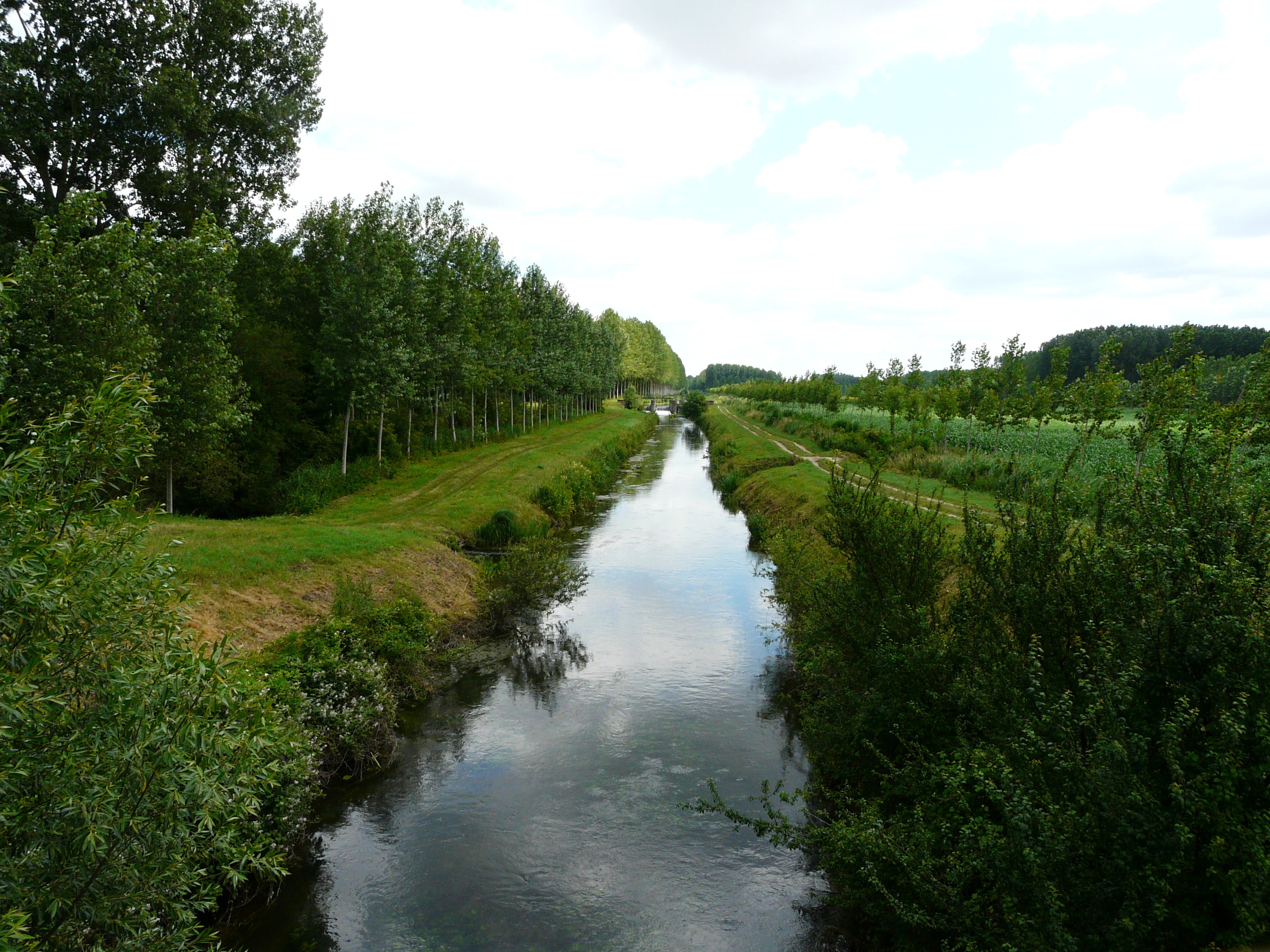
ディーヴ運河

県最西端に位置するキュルセ＝シュル＝ディーヴは、ドゥー＝セーヴル県と接している。
コミューンの南西においては、ディーヴ川が2kmにわたって流れており、そこはディーヴ運河から200mほどしか離れていない。運河はコミューンの南西から西にかけてほぼ4kmを灌漑している。
キュルセ＝シュル＝ディーヴは、県道19号線と39号線の交差地点にあり、直線距離ではルーダンの西12km、トゥアールの東北東に位置している。

## 歴史
1756年から1789年の間フランスを代表する地図であったカッシーニ地図において、村はCursayというつづりで記されていた。

## 人口統計
| 1962年 | 1968年 | 1975年 | 1982年 | 1990年 | 1999年 | 2005年 | 2014年 |
| ------ | ------ | ------ | ------ | ------ | ------ | ------ | ------ |
| 347    | 287    | 216    | 245    | 257    | 217    | 231    | 208    |

参照元:1962年から1999年までは複数コミューンに住所登録をする者の重複分を除いたもの。それ以降は当該コミューンの人口統計によるもの。1999年までEHESS/Cassini、2006年以降INSEE。

## 経済
ポワトゥー＝シャラント地域圏食糧・農業・林業管理局によると、2000年に町には16軒の農家があったが、2010年には12軒に減少した。農業用地は、2000年に1021ヘクタールだったが2010年に951ヘクタールに減少した。農業用地の54％は穀物用（主にコムギだがオオムギやマイスも）で、18％が油脂を抽出するためのナタネおよびヒマワリ用、3％がタンパク質の多い穀物、6％が飼料用作物であった。
2010年にはもはやブドウは栽培されていないものの、2000年には16ヘクタールがブドウ栽培にあてられていた。
養鶏場は2010年にはなくなっている（2000年時点で11軒の農家で461匹がいた）。

## 史跡
- ダンジョン - 1350年。ユエ・ド・キュルセが建設した古い城の跡。歴史的記念物[6]
- サント・カトリーヌ教会 - かつては城付属の礼拝堂であった。クワイヤは13世紀からのもの
- 旧サン・ピエール教会 - 12世紀から17世紀まで。ディーヴ川と町の中間に位置する。外壁のみが残る。歴史的記念物[7]
- レーヌ・ブランシュ橋 - ガロ＝ローマ時代からこの位置には橋があった。歴史的記念物[8]

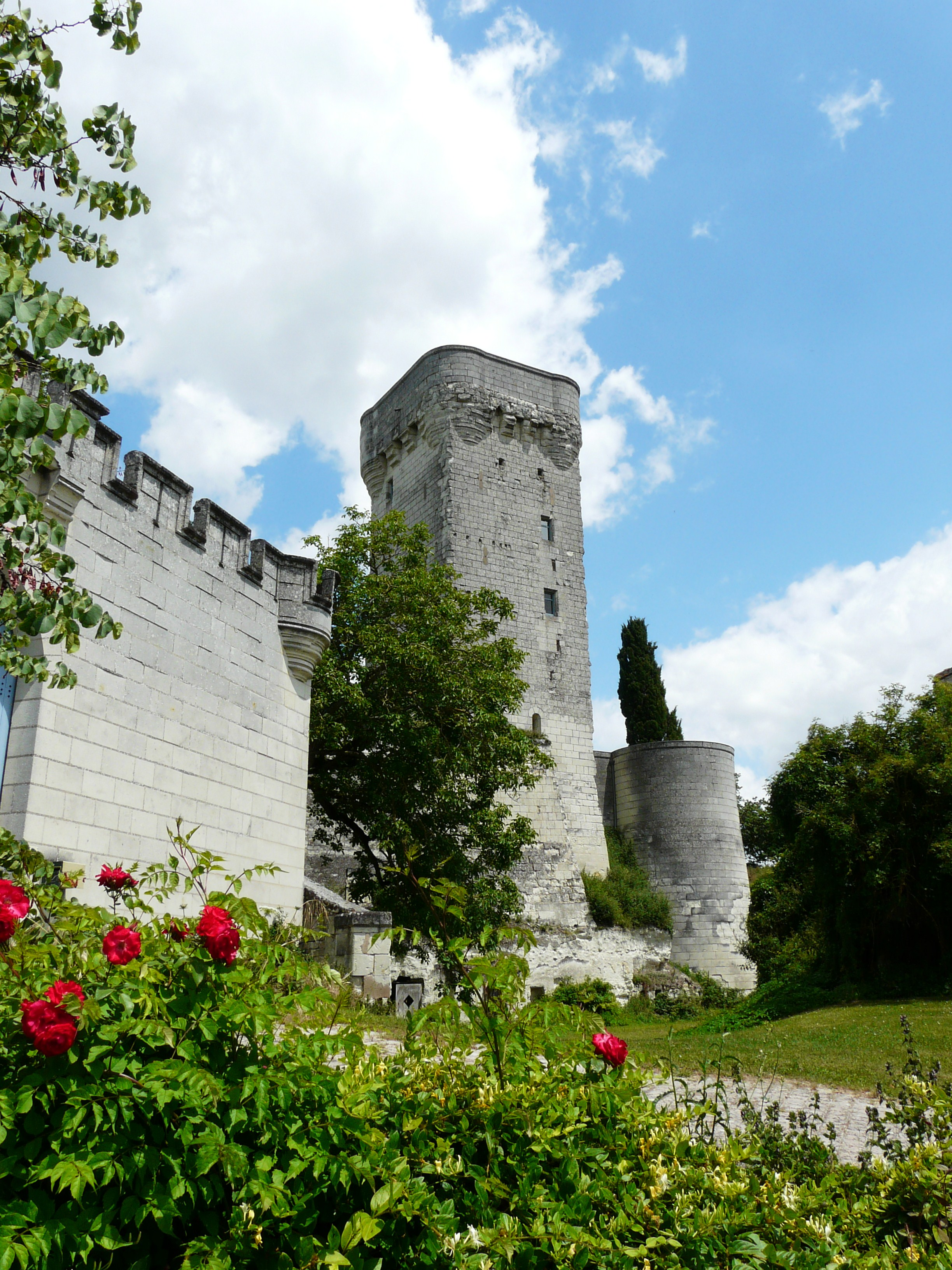
ダンジョン
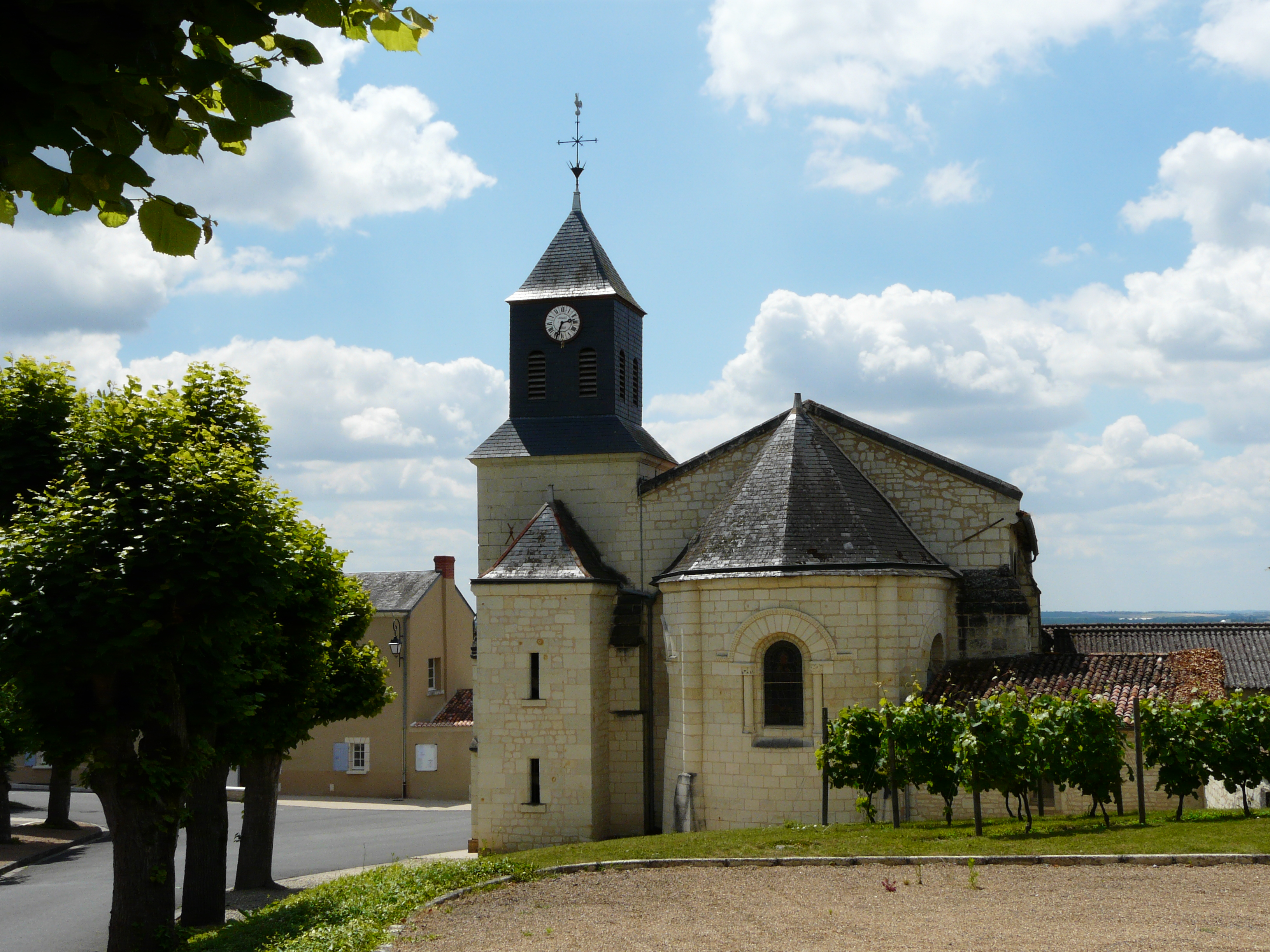
サント・カトリーヌ教会
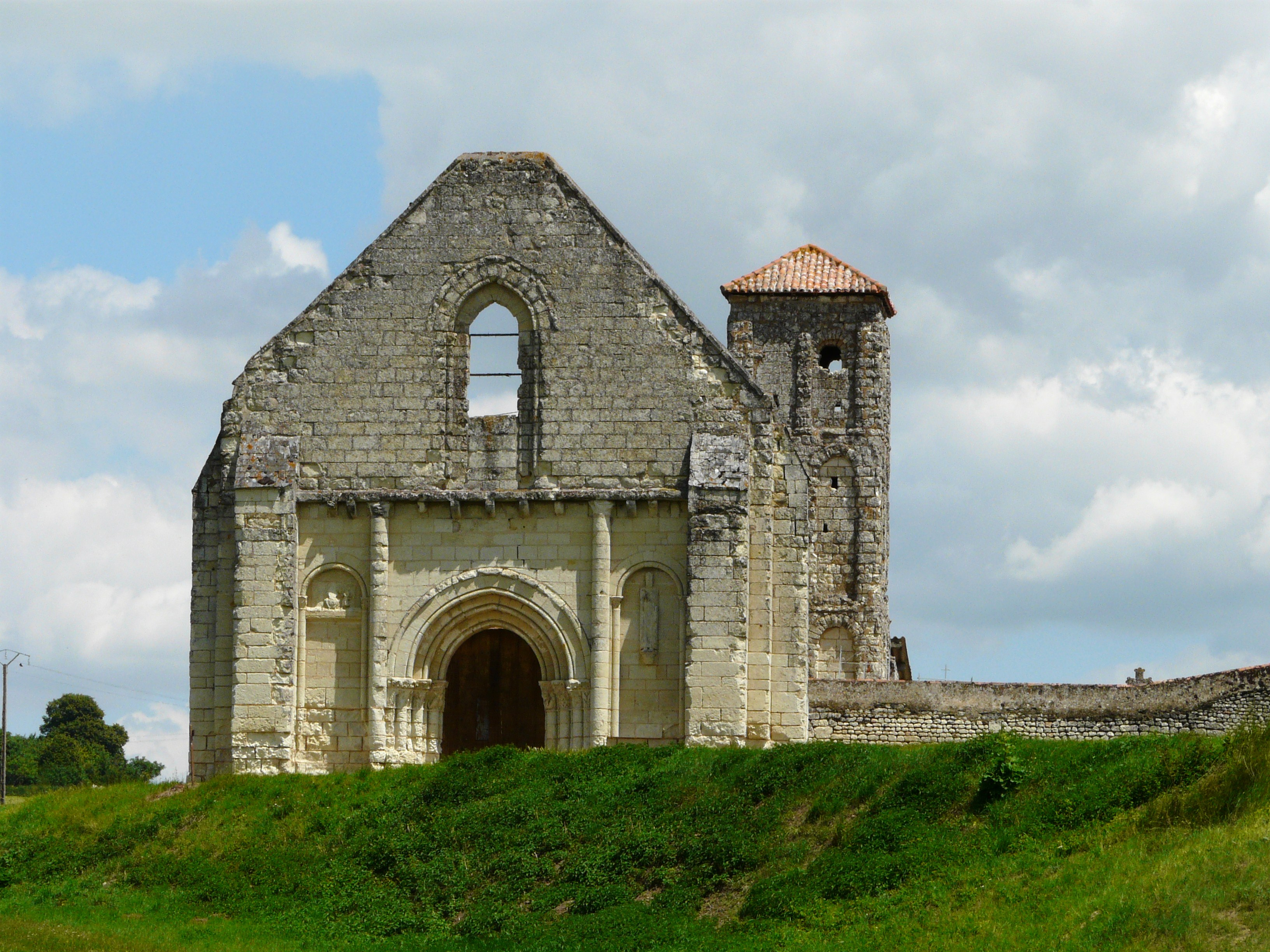
サン・ピエール教会の跡
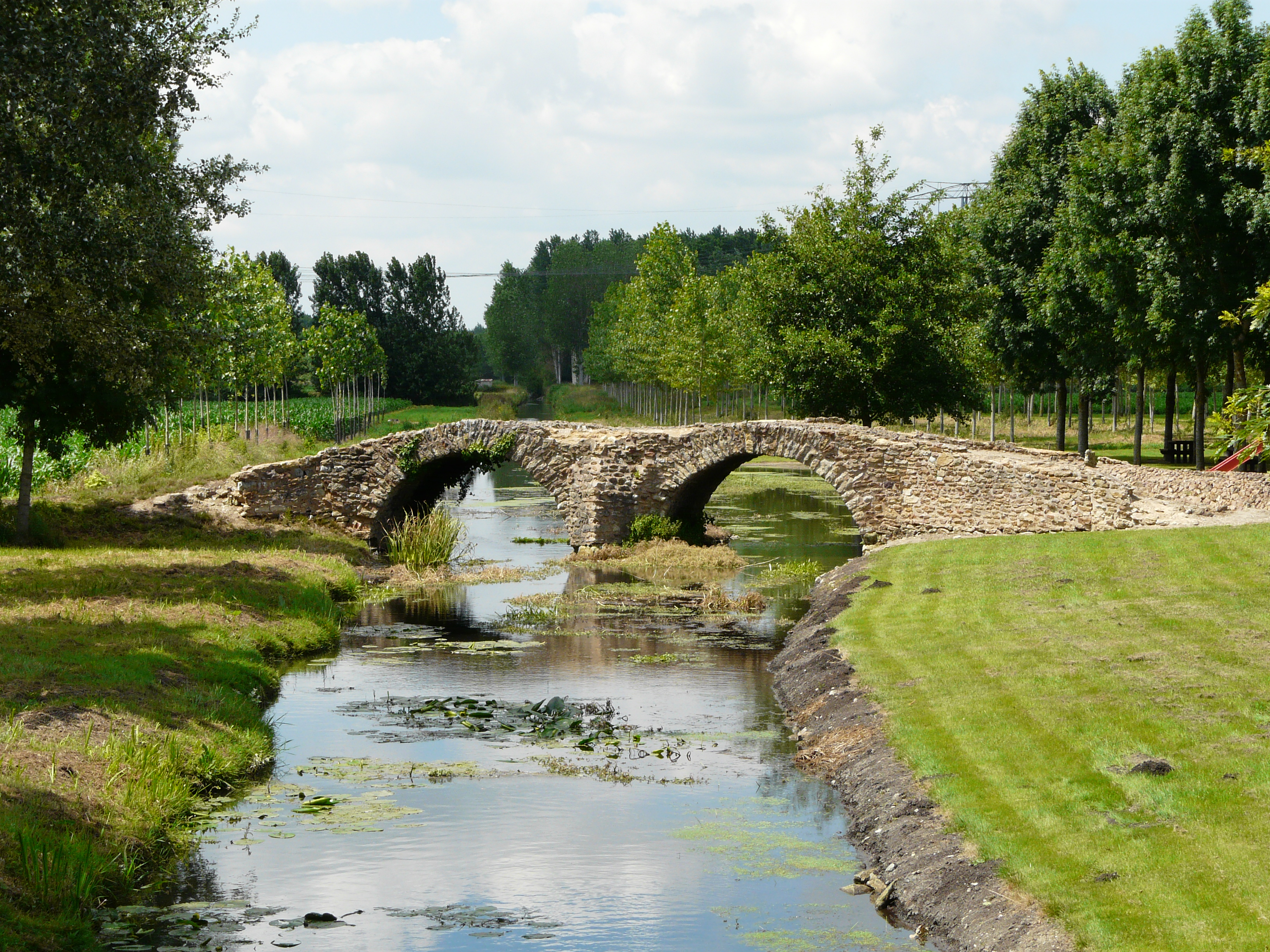
レーヌ・ブランシュ橋